# 俺たちは天使だ! ミュージックファイル
『俺たちは天使だ! ミュージックファイル』（おれたちはてんしだ ミュージックファイル）は、1979年4月15日から11月4日にかけて放送されたテレビドラマ『俺たちは天使だ!』のサウンドトラックアルバム。1992年11月1日、バップ(ミュージックファイルシリーズ)から発売された。
音楽は、このドラマの主題歌がデビュー曲となったSHŌGUN。音楽プロデュースを担当したU。DOも連名でクレジットされている。放送当時にサウンドトラックと銘打って発売されたアルバム『SHŌGUN』はボーカル曲のみを収録したもので、劇中音楽は一切収録されていなかった。主題歌も本アルバムにはレコード用とは異なるTVサイズを収録しているため、全曲が初商品化である。

## 収録曲
特記の無いものはSHŌGUNが作曲。
1. プロローグ
  1. M-2A（作曲：Casey Rankin）
2. 男達のメロディー（TVサイズ）
  1. 運が悪けりゃ 1'40"唄入り（作詞：喜多條忠 作曲：Casey Rankin 編曲：大谷和夫 歌：SHŌGUN）
3. ヤバイ仕事もメシのタネ
  1. M-8（作曲：Casey Rankin）
  2. M-8A（作曲：Casey Rankin）
  3. M-12（作曲：Casey Rankin）
  4. M-17A（作曲：Casey Rankin）
4. 調査のテーマ
  1. M-17
  2. M-5（作曲：Casey Rankin）
5. 謎の女
  1. M-11A
  2. M-11C
6. 華麗に追跡
  1. M-7（作曲：Casey Rankin）
  2. M-10A'（作曲：Casey Rankin）
7. 迷宮物件
  1. M-18
  2. M-6（作曲：Casey Rankin）
8. ドロだらけの天使
  1. M-10B（作曲：Casey Rankin）
  2. M-13A（作曲：芳野藤丸）
9. つかの間のゴージャス
  1. M-10
  2. M-4（作曲：Casey Rankin）
10. ハートフルな昼下り
  1. M-15A
  2. M-16
11. ナビ、ダーツ、そしてジュン
  1. M-9A（作曲：Casey Rankin）
  2. M-9A'（作曲：Casey Rankin）
12. 渡る世間に新妻署
  1. M-20B
  2. M-20A
13. 男たちの友情ケースI〜キャプテンと藤波弁護士の場合〜
  1. M-3A（作曲：Casey Rankin）
  2. M-3（作曲：Casey Rankin）
14. アイキャッチ
  1. 3秒アイキャッチ#2
15. ザ・対決!
  1. M-11B
  2. M-11D
  3. M-11D'
16. 無理を承知の探偵稼業
  1. M-11（作曲：Casey Rankin）
  2. M-13（作曲：Casey Rankin）
  3. M-19（作曲：芳野藤丸）
17. テーマ・コレクション
  1. 運が悪けりゃ 28.5秒唄無し（作曲：Casey Rankin）
  2. 運が悪けりゃ 23.5秒Aインスト（作曲：Casey Rankin）
  3. 運が悪けりゃ 23.5秒Bインスト（作曲：Casey Rankin）
  4. 運が悪けりゃ 13.5秒インスト（作曲：Casey Rankin）
18. とどめのブーメラン!
  1. M-3H（作曲：Casey Rankin）
  2. M-1A（作曲：Casey Rankin）
  3. M-1（作曲：Casey Rankin）
19. 男たちの友情ケースII〜キャプテンと桂刑事の場合〜
  1. M-3F（作曲：Casey Rankin）
  2. M-3E（作曲：Casey Rankin）
  3. M-3C（作曲：Casey Rankin）
  4. M-3D（作曲：Casey Rankin）
20. YUKOのテーマ
  1. M-3B（作曲：Casey Rankin）
  2. テーマモチーフEpf#1（作曲：Casey Rankin）
  3. テーマモチーフその2#3（作曲：Casey Rankin）
  4. かれいなピアノ#3（作曲：Casey Rankin）
21. 俺たちは…天使だ!
  1. M-2B（作曲：Casey Rankin）
22. ブリッジコレクション
  1. ショックその1各種
  2. サブタイトルその2各種
  3. 静かな感じ
  4. サスペンス
  5. コミカル
  6. コミカルその2#2
  7. M-21A
  8. M-21B
  9. M-21C#1
  10. M-21C#2
  11. M-21D